# Trachypithecus margarita
El langur de Annam o langur plateado de Annam (Trachypithecus margarita) es una especie de primate catarrino de la familia Cercopithecidae que habita en la región al este del río Mekong (al este de Camboya, al sur de Laos y en el sur centro de Vietnam).

## Descripción
Un carácter fenotípico clave de T. margarita es la presencia de manchas claras y uniformes de piel de color rosa claro alrededor de los ojos. Mientras que T. germaini presenta una cresta cónica conspicua de cabello en la parte superior de la cabeza, T. margarita carece de la misma, ya que tiene una parte superior de la cabeza marcadamente más plana.
Un estudio de dos años en la reserva natural de Ta Cu en la provincia de Binh Thuan, ubicada en la región Sureste de Vietnam, mostró que la alimentación del lutung de Annam se compone principalmente de hojas inmaduras (54,87%), seguida de frutos (29,54%), flores (7,74%), hojas maduras (7,08%) y otros alimentos (0,72%). Los otros alimentos incluyen brotes, tallos y partes de plantas sin identificar. No se observó a la especie alimentarse de material no vegetal.

## Taxonomía
Trachypithecus margarita fue descrita por primera vez por el zoólogo estadounidense Daniel Giraud Elliot y la descripción publicada en The Annals and Magazine of Natural History: Zoology, Botany and Geology 8(4): 244–274 en 1909. Elliot hizo la descripción de la especie tipo proveniente de la localidad de Lang Bian, en la meseta de Đà Lạt, en la provincia de Lâm Đồng, en el sudeste de Vietnam.
T. margarita hasta el 2007 estaba considerada como una subespecie de Trachypithecus germaini. A partir de estudios morfológicos y genéticos se le otorgó la categoría de especie. La especie está clasificada dentro de la sección cristatus del género Trachypithecus.
Etimología
Trachypithecus: nombre genérico que deriva de dos palabras del griego: «τραχύς» , trachýs que significa 'áspero' y «πίθηκος» pithekos, que significa 'mono'.

## Estado de conservación
Esta especie se considera en peligro de extinción ya que hasta el 2008 estaba considerada como una subespecie de Trachypithecus germaini en la Lista Roja de la UICN, lo que significa que el número real de población será menor ya que hay dos especies involucradas. Sin embargo, el estado de conservación real de T. margarita podría clasificarse en una categoría en mayor peligro de extinción (por ejemplo, en peligro crítico de extinción), ya que no hay información sobre el número de su población.